# Anna Mehle

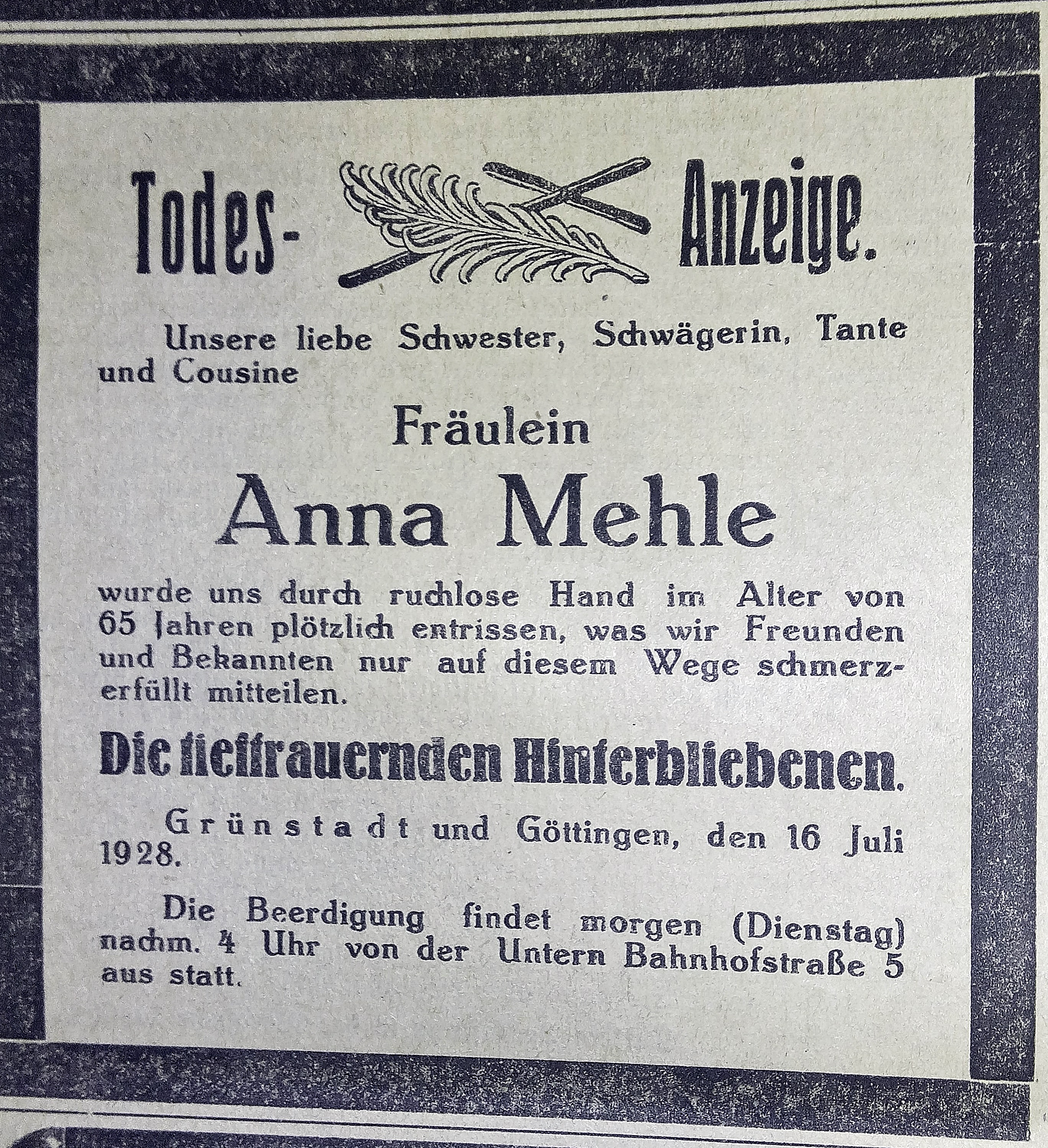
Todesanzeige der Ermordeten, Grünstadter Zeitung, 1928

Anna Mehle (* 1862; † 14. Juli 1928 in Grünstadt) war eine alleinstehende Geschäftsinhaberin in Grünstadt, Rheinpfalz, die Opfer eines ungeklärten Raubmordes wurde.

## Person
Anna Mehle war die Tochter des Grünstadter Bürgers Wilhelm Mehle (1834–1909) und seiner Ehefrau Helene Mehle geb. Heichemer (1835–1909). Der Vater starb nur 2 Tage nach der Mutter und zwar am Tag ihrer Beerdigung. Ihr Grab war 2018 noch auf dem Friedhof Grünstadt vorhanden. Den außergewöhnlichen Doppeltod der Eltern kommentierte die Grünstadter Zeitung vom 20. Februar 1909 mit den Worten: „In schmerzliche Trauer wurde eine angesehene hiesige Familie versetzt, indem in derselben der Tod in einer Weise Einkehr hielt, wie dies in den Annalen hiesiger Stadt wohl noch selten zu verzeichnen gewesen sein dürfte.“ Als ledige Tochter wohnte Anna Mehle mit ihren Eltern zusammen und blieb auch nach deren Tod zeitlebens unverheiratet. Sie betrieb 1928 alleine ein Kolonialwarengeschäft im Erdgeschoss des Anwesens Schillerplatz 7, Grünstadt. Ihre drei Brüder Heinrich, Emil und Ludwig lebten in Göttingen; Emil Mehle besaß dort eine Firma für Büro-Ringordner, Ludwig Mehle arbeitete als Kunstmaler. Sie galt als freundlich und beliebt.

## Der Kriminalfall

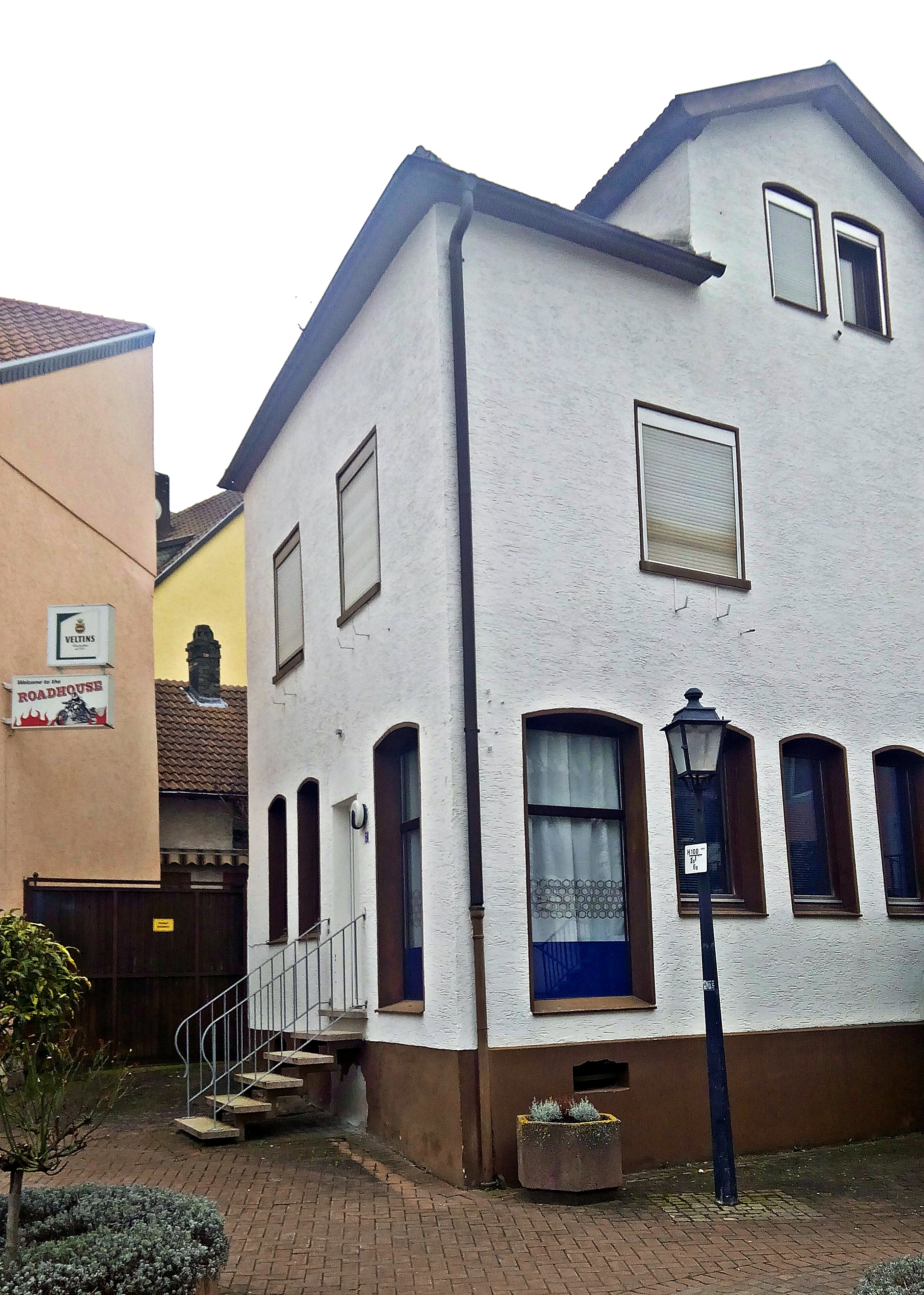
Der Tatort, das Ladengeschäft Schillerplatz 7 (2018). Links hinten das Tor zum Hof, wo das Opfer aufgefunden wurde.

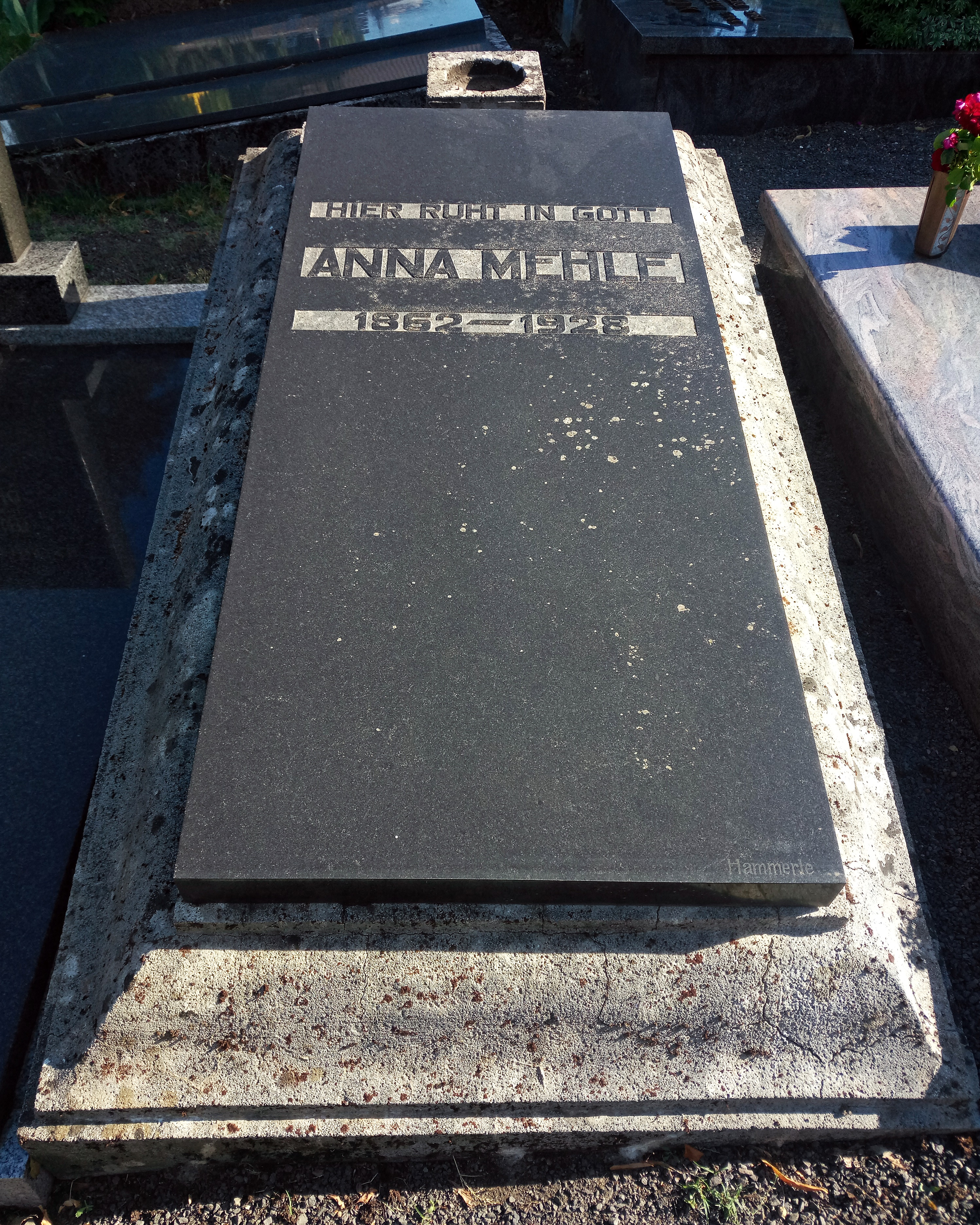
Grab der Ermordeten, 2018

Am Abend des 14. Juli 1928 wollten Nachbarn um 16.30 Uhr den Laden betreten und fanden ihn – entgegen den sonstigen Gepflogenheiten – verschlossen vor. Zwei Stunden zuvor war die Geschäftsinhaberin noch dort gesehen worden. Gegen 18.00 Uhr versuchte man es erneut und stellte dabei fest, dass das südöstlich gelegene Hoftor unverschlossen war. Die Nachbarsfrau sah im Hof eine auf dem Boden liegende Person, den Kopfbereich mit Säcken bedeckt. Sie rief eine entfernte Verwandte der Ladenbesitzerin und betrat mit ihr das Grundstück. Die am Boden liegende Person war die tote Anna Mehle. Als man ihren Kopf aufdeckte, konnte man eine klaffende Stirnwunde mit reichlichem Blutaustritt erkennen, laut späterem Sektionsbericht 11 cm lang und 5 cm breit, mit eingeschlagenem Schädelknochen. Die unverzüglich alarmierte Polizei sperrte den Tatort ab und bewachte ihn rund um die Uhr.
Am nächsten Vormittag (Sonntag, 15. Juli) erschien eine Kommission des Landgerichtes Frankenthal zur Tatortaufnahme, bestehend aus einem Ermittlungsrichter, dem Staatsanwalt, mehreren Kripobeamten, sowie dem telegrafisch einbestellten Professor Georg Popp (1861–1943) aus Frankfurt, einer kriminalistischen Kapazität. Im Hof entdeckte man ein Beil, mit dessen stumpfer Rückseite die Frau erschlagen worden war und einen sogenannten Totschläger, den der Mörder offenbar verloren hatte. Man rekonstruierte den Tathergang: Der oder die Täter hatten das Geschäft wohl normal durch die Ladentür betreten und diese hinter sich zugeschlossen. Als Fräulein Mehle den Überfall realisierte, flüchtete sie vermutlich durch eine Seitentür in den angrenzenden Hof. Laut Obduktion war sie gewürgt und dann erschlagen worden. Sie hatte am Tattag vom Briefträger eine Geldsumme in Höhe von 375 Mark ausgezahlt bekommen, um den gerade erfolgten Neuanstrich ihres Hauses bezahlen zu können. Diese waren verschwunden und in die Richtung der Mitwisser entwickelten sich auch die ersten Verdachtsmomente. Noch am gleichen Tag (15. Juli) nahm man zwei Tüncher fest, Vater und Sohn aus Bad Dürkheim. Sie hatten im Auftrag einer Grünstadter Firma bei Frau Mehle Malerarbeiten durchgeführt und wussten von dem Geld.
Das Opfer wurde am 17. Juli 1928 unter großer Anteilnahme auf dem Friedhof Grünstadt beigesetzt. In der Todesanzeige hieß es: „... durch ruchlose Hand plötzlich entrissen“. Bei der Beerdigung war die Stadtverwaltung durch Bürgermeister Bordollo vertreten.
Die Tatverdächtigen wurden intensiv vernommen und ihr Wohnhaus in Bad Dürkheim durch Professor Popp und seine Helfer durchsucht. Dennoch konnten keine handfesten Beweise gegen sie ermittelt werden. Beide stritten die Tat nachdrücklich ab. Bei dem Verdacht bezog man sich zusätzlich auch auf eine Farbenmühle im Hof von Fräulein Mehle, die der ältere der beiden Verdächtigen von ihr hatte kaufen wollen, aber nicht bereit war, den verlangten Preis von 20 Mark zu bezahlen. Sie lag bei Auffindung der Leiche umgestürzt auf ihrem Bein. Nach einiger Zeit entließ man den Sohn, der Vater blieb als Hauptverdächtiger in Haft. Der Verdacht konnte letztlich nicht durch Tatsachen erhärtet werden und der Mann leugnete vehement.
Trotzdem erfolgte die Anklage. Am 4. Dezember des Jahres begann am Landgericht Frankenthal die Schwurgerichtsverhandlung unter Vorsitz von Landgerichtsrat Joseph Guggemos, eines sehr geachteten Juristen, der Ende 1933 als Strafrichter abtreten musste, da er den kath. Pfarrer Karl Hilarius Wagner aus Kaiserslautern vom Vorwurf eines Verstoßes gegen das Heimtückegesetz freisprach. Es fanden zahlreiche Zeugenvernehmungen statt, ohne den Sachverhalt befriedigend aufklären zu können. Der früher ebenfalls festgenommene, aber zwischenzeitlich entlassene Sohn des Angeklagten verweigerte die Aussage. Eine Wendung führten die Angaben einer Frau aus Eisenberg (Pfalz) herbei, die aussagte, dass sie im August, bei einem Gespräch über den Mordfall, von einem unbekannten Mann gehört habe, die festgenommenen Tüncher seien unschuldig. Er wisse, dass ein entfernter Verwandter von Frau Mehle sie wegen ihres Geldes ermordet habe, das er für seine bevorstehende Heirat benötigte. In der Tat konnte ein Verwandter des Opfers ermittelt werden, der eine Braut in Eisenberg hatte. Allerdings war er mittlerweile durch Suizid aus dem Leben geschieden. Die Braut und ihre Mutter bestritten zwar, dass der Tote etwas mit dem Mordfall zu tun hatte, es war aber auch nicht auszuschließen. Der angeklagte Maler aus Bad Dürkheim wurde am 8. Dezember 1928 aus Mangel an Beweisen freigesprochen, das Verbrechen konnte nie aufgeklärt werden.

## Erinnerung
Das Grab des Opfers ist bis heute auf dem Grünstadter Friedhof erhalten. Auch das Ladengeschäft, Schillerplatz 7, existiert noch und entspricht äußerlich dem Aussehen von 1928, mit zwei zeittypischen, kleinen Schaufenstern. Zum 90. Todestag des Opfers erschien 2018 ein Bericht in der Lokalpresse. Der Altertumsverein Grünstadt brachte im gleichen Jahr eine Hinweistafel auf dem Grab an.